# ۳سی ۵۸
۳سی ۵۸ یک ستاره است که در صورت فلکی ذات‌الکرسی قرار دارد.